# Campionatul Internațional
Campionatul Internațional este un turneu profesionist de snooker care contează pentru clasamentul mondial și care se organizează anual în China.

## Istorie
Prima ediție a turneului a avut loc în sezonul 2012/2013. A fost numit „primul turneu major” din afara Angliei, deoarece turneul a avut același nivel de puncte precum Campionatul Regatului Unit.
Ulterior, nivelul premiilor a crescut la Campionatul Regatului Unit, astfel Campionatul Internațional fiind al treilea turneu ca valoare din calendar. a fostcu schimbarea sistemului de clasare de la puncte la premii în bani, Campionatul Internațional a avut al treilea cel mai mare fond de premii și cel mai mare în afara Regatului Unit, până în 2018, când Openul China a ridicat premiul acordat câștigătorului la 225.000 de lire sterline.[
În primii trei ani, turneul a avut loc în Chengdu, oraș din centrul Chinei. Din 2015, turneul s-a mutat la Daqing, provincia Heilongjiang din nord-estul Chinei. Inițial, s-au încheiat acorduri contractuale pentru Campionatul Internațional până în 2020, dar din cauza pandemiei de Covid-19, turneul nu s-a mai desfășurat în perioada 2020-2022. Restricțiile s-au ridicat începând cu sezonul 2023/24, iar Campionatul Internațional a fost unul dintre cele trei turnee din China care au revenit în calendarul WST. Turneul s-a mutat în orașul-port Tianjin, la sud-est de capitala Beijing.
În 2023, Zhang Anda, cel care avea să câștige și trofeul, a reușit în finală un break maxim.

## Campioni
| An             | Câștigător                             | Finalist                               | Scor final                             | Sponsor                                | Gazda                                  | Sezon                   |
| -------------- | -------------------------------------- | -------------------------------------- | -------------------------------------- | -------------------------------------- | -------------------------------------- | ----------------------- |
| 2012           | Judd Trump (ENG)                       | Neil Robertson (AUS)                   | 10–8                                   | Sichuan International Tennis Center    | Chengdu, China                         | 2012/13                 |
| 2013           | Ding Junhui (CHN)                      | Marco Fu (HKG)                         | 10–9                                   | Chengdu Eastern Music Park             | Chengdu, China                         | 2013/14                 |
| 2014           | Ricky Walden (ENG)                     | Mark Allen (NIR)                       | 10–7                                   | Sichuan International Tennis Center    | Chengdu, China                         | 2014/15                 |
| 2015           | John Higgins (SCO)                     | David Gilbert (ENG)                    | 10–5                                   | Baihu Media Broadcasting Centre        | Daqing, China                          | 2015/16                 |
| 2016           | Mark Selby (ENG)                       | Ding Junhui (CHN)                      | 10–1                                   | Baihu Media Broadcasting Centre        | Daqing, China                          | 2016/17                 |
| 2017           | Mark Selby (ENG)                       | Mark Allen (NIR)                       | 10–7                                   | Baihu Media Broadcasting Centre        | Daqing, China                          | 2017/18                 |
| 2018           | Mark Allen (NIR)                       | Neil Robertson (AUS)                   | 10–5                                   | Baihu Media Broadcasting Centre        | Daqing, China                          | 2018/19                 |
| 2019           | Judd Trump (ENG)                       | Shaun Murphy (ENG)                     | 10–3                                   | Baihu Media Broadcasting Centre        | Daqing, China                          | 2019/20                 |
| 2020 2021 2022 | Anulat din cauza Pandemiei de COVID-19 | Anulat din cauza Pandemiei de COVID-19 | Anulat din cauza Pandemiei de COVID-19 | Anulat din cauza Pandemiei de COVID-19 | Anulat din cauza Pandemiei de COVID-19 | 2020/21 2021/22 2022/23 |
| 2023           | Zhang Anda (CHN)                       | Tom Ford (ENG)                         | 10–6                                   | Tianjin People's Stadium               | Tianjin, China                         | 2023/24                 |
| 2024           | Ding Junhui (CHN)                      | Chris Wakelin (ENG)                    | 10–7                                   | South New City National Fitness Center | Nanjing, China                         | 2024/25                 |